# Batalla de Combapata
La batalla de Combapata, ocurrida el 5 de abril de 1781, fue uno de los enfrentamiento sostenidos  durante la campaña de Tinta en medio de la rebelión de Túpac Amaru II. En ella se enfrentaron las fuerzas patriotas contra el ejército realista, culminando con la victoria de los segundos.

## Contexto
En el enfrentamiento contra las tropas realistas en Pucacasa, Túpac Amaru no logró cumplir su misión de aniquilar a la columna realista del Mariscal José del Valle antes de que esta recibiera refuerzos, por lo que retira a su ejército de Urcos a Combapata en dirección a su cuartel general en Tinta con la intención de atraerlos a otra emboscada. Las columnas realistas, por su parte, habían sufrido serias bajas en el combate además de deserciones, por lo que esperan al resto de sus columnas y marchan en busca de sus enemigos. 
A finales de marzo, las fuerzas realistas se acercaban al fuerte tupacamarista de Combapata, situado en la confluencia de los ríos Vilcanota y Combapata, al norte de Tinta, en las colinas sobre el valle donde el río Salca alimenta al Vilcanota. Gracias a los desertores, los realistas sabían que los rebeldes sufrían una escasez de suministros. 

## Batalla
Durante la noche del 4 de abril, las tropas rebeldes con Tupac Amaru a la cabeza dejaron su campamento en búsqueda de la segunda columna de Villalta, que había llegado el mismo día, e intentaron sorprenderlos decapitando a cuatro centinelas; sin embargo, un quinto disparó su arma y los realistas repentinamente despertados se precipitaron en formación de batalla contra la vanguardia rebelde que cargaba desde las alturas cubiertas de granizo, y con las descargas de fusilería lograron que estos abandonen las alturas forzándolos a entrar al valle donde se libraría una batalla campal. 
En franca batalla, en terreno relativamente abierto y plano, y sin el elemento sorpresa, los realistas tenían ventaja. Y usando su superior caballería y armamento, atacaron rodeando a sus enemigos, probablemente informados de su fuerza y exacta ubicación por un delator. La carga de la milicia negra rompió las líneas rebeldes mientras los disparos dejaban «crecido número de cadáveres, sin contar infinitos heridos». En la tarde del 5 de abril, Túpac Amaru, quien luchaba en medio de sus tropas, ordenó la retirada de sus diezmadas fuerzas y él, por su parte, logró evadir el cerco español sumergiéndose al río Vilcanota/Combapata aún a riesgo de ahogarse. A los realistas les tomó horas cruzar el río pues los rebeldes habían destruido el único puente.

## Consecuencias
Después de la batalla, los españoles entraron en Tinta, ciudad que fue saqueada, y en donde ejecutan a varios prisioneros rebeldes, además de residentes locales acusados de colaboradores, y sus cabezas son expuestas a la vista de la población. 
Túpac Amaru lograría llegar al pueblo de Langui donde los traidores Ventura Landaeta y el mestizo Francisco Santa Cruz, con el fin de cobrar la recompensa que los realistas ofrecían, lo retienen con engaños permitiendo que las tropas realistas entren al pueblo y lo capturen. Junto con el inca, 40 de sus comandantes cayeron en manos de los realistas. Túpac Amaru fue condenado a muerte después de un juicio de un mes y el 18 de mayo fue  ejecutado en el Cuzco. Muchos vecinos de Tinta fueron condenados a prisión acusados de colaboracionismo.
El grueso del ejército tupacamarista no participó del combate pues, siguiendo los planes de Túpac Amaru II, se dividió y se retiró hacia el sur,  en dirección del Altiplano, designado como su nuevo cuartel general tras la caída de Tinta. 

## Biografía
- Jarosław Wojtczak: El levantamiento de Túpac Amaru, publ. Askon, Attyka, Varsovia 2007.

- Datos: Q9172888